# Klosterkirche Reichenbach
Die Klosterkirche Reichenbach im Stadtteil Reichenbach von Hessisch Lichtenau war die erste Niederlassung des Deutschen Ordens in Deutschland (vgl. Deutschordensballei Hessen).

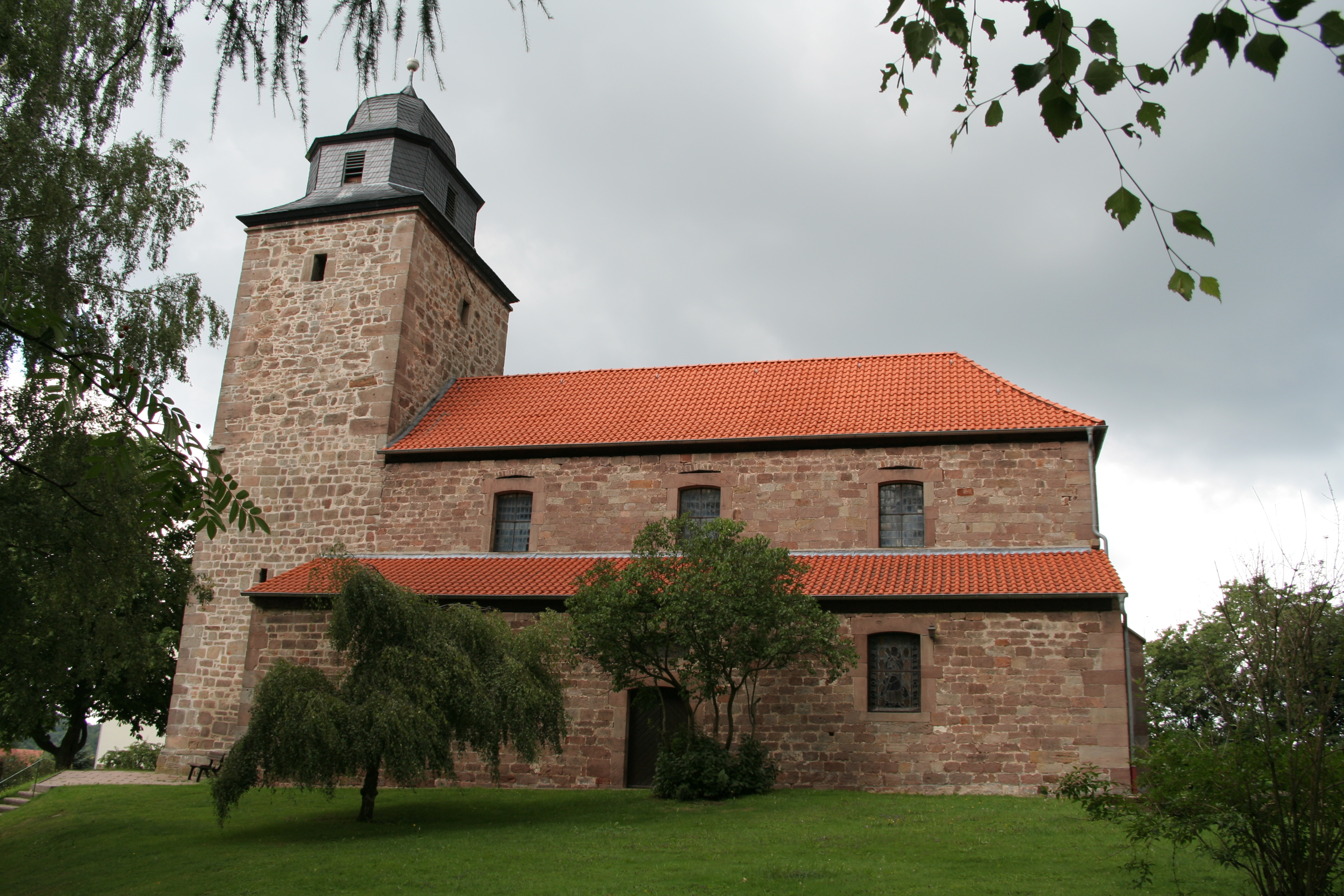
Klosterkirche Reichenbach

Die heutige dreischiffige Basilika endet im Osten in einer für einen solchen Kirchenraum ungewöhnlichen Form. Es fehlen jene Bauteile, die bei diesem Architekturtypus eigentlich zu erwarten wären, nämlich Chor oder Querhaus. Ausgrabungen in den 1970er Jahren bestätigten die Annahme, dass das Gebäude ursprünglich weitaus größer war als die heute vorhandene Kirche.

## Geschichte
Die älteste bekannte Vorgängerkirche, ein Massivbau, eine Saalkirche, wird ins 9. bis 10. Jahrhundert datiert. Sie lag im Norden der heutigen Basilika. Reichenbachs Kirchengeschichte dürfte aber noch älter sein, da unter dem Mauerwerk Grabfunde ergraben wurden. Vermutet wird als Vorgängerbau eine Holzkirche.
Überlagert werden die Fundamente der Saalkirche (C-Kirche genannt) von einer weitaus größeren dreischiffigen Kirche (B-Kirche). An diese schlossen sich ohne Querraum drei unterschiedlich große halbkreisförmige Apsiden an. Der Bau dieser Kirche ist in das 10. Jahrhundert oder auch um 1000 anzusiedeln. Bestand hatte diese Kirche, die wahrscheinlich Teil eines im späten 11. oder frühen 12. Jahrhunderts auf Grund kriegerischer Auseinandersetzungen aufgegebenen Klosters war, bis zur Errichtung eines Neubaus im 12. Jahrhundert. Dann erst wurde sie abgerissen.
Auf den beibehaltenen Fundamenten errichtete man, wohl um 1140 oder bald danach, ein neues Langhaus, welches nach Osten über die alte Choranlage hinaus um ein Querhaus und einen rechteckigen Kastenchor erweitert wurde. Man verwendete nun nicht mehr Bruchsteine, wie noch bei der B-Kirche, sondern sorgfältig bearbeitete Quader, deren Sichtseiten mit der „Fläche“, einem beidhändig geführten axtartigen Steinmetz-Werkzeug, geglättet wurden. Auch die Bauausführung dieser Basilika (A-Kirche genannt) ist weitaus solider als bei den beiden Vorgängerbauten.
Diese Basilika war Teil eines von den Grafen von Reichenbach um diese Zeit auf Eigenbesitz neu gestifteten Nonnenklosters, das aber bereits vor 1207 schon wieder verlassen wurde. Im Jahre 1207 wurde die Basilika dann mit allen Nebengebäuden, Zubehör und Nutzungsrechten bei einem Fürstentag in Nordhausen und einem bald darauf folgenden Hoftag in Würzburg, in Anwesenheit des Königs Philipp von Schwaben, von Vertretern aller Zweige der Reichenbach-Ziegenhainer Grafenfamilie dem damals in Deutschland noch weithin unbekannten und nahezu bedeutungslosen Deutschen Orden geschenkt. Mit dieser Schenkung, 27 Jahre vor der Errichtung der Marburger Kommende, erwarb der Orden seine erste bedeutende Niederlassung im Deutschen Reich. Vier Jahre später, am 25. Februar 1211, bestätigte Erzbischof Siegfried von Mainz, auf Wunsch des Deutschen Ordens, die Schenkung. Bereits am folgenden Tage widerrief er jedoch diese Bestätigung unter Verweis auf die Tatsache, dass die Grafenfamilie die gleiche Kirche zuvor dem inzwischen eingegangenen Nonnenkonvent geschenkt habe und dass damit das Verfügungsrecht ihm selbst und nicht der Grafenfamilie zustünde; in der gleichen Urkunde machte er dann jedoch selbst die gleiche Schenkung an den Deutschen Orden.
Zumindest seit dem Jahre 1219 sind dann Ordensbrüder in Reichenbach beurkundet, und der Ort war als Kommende zunächst Mittelpunkt des sich rasch ausweitenden Ordensbesitzes in Osthessen, ehe Reichenbach 1310 in die Landkommende Marburg und damit in die Ballei Hessen eingegliedert wurde. (Siehe auch: Kommenden des Deutschen Ordens.)
Die Ostteile der Klosterkirche bestanden bis in die zweite Hälfte des 18. Jahrhunderts, als sie wegen Baufälligkeit niedergelegt wurden. Sie wurden im 19. Jahrhundert eingeebnet und zum Friedhof umgewidmet. Von den sicherlich vorhandenem Klostergebäuden fanden sich bis heute nur geringe Mauerreste, weil die Grabungen nicht ausgedehnt genug angelegt waren.
Heute wird die Kirche von der Ev. Kirchengemeinde Reichenbach im Kirchenkreis Werra-Meißner der Evangelischen Kirche von Kurhessen-Waldeck genutzt.